# Poljski zajec
Poljski zajec (znanstveno ime Lepus europaeus) je vrsta zajca, ki je razširjen po celi Evropi razen Islandije in severne Skandinavije; po jugozahodni, srednji  in vzhodni Aziji in Afriki.

## Opis
Dolg je 40–70 cm (mišljeno brez repa), težak 2–5 kg, rep ima dolg 7–11 cm.
Zgoraj je rumenkasto rjav s sivim prelivom. Spodaj je bel. Uhlje ima zelo dolge s črnimi konicami, zadnje noge pa daljše in močnejše kot sprednje.
Ima mehko gosto dlako, ki jo zamenja spomladi in jeseni in mu nudi zelo dobro toplotno izolacijo. Sluh je pri zajcih od vseh čutil najbolj razvit. Dolgi uhlji (140 – 150 mm) so vboklo usločeni, obrasli z dolgimi dlakami kar krepi akustične impulze in jih prenaša v srednje in notranje uho. Uhlja sta gibljiva vsak za sebe na vse strani. Uhlji uravnavajo tudi telesno toploto (termoregulacija). Ob višjih zunanjih temperaturah krvožilni splet ušesne školjke preko živcev uravnava večji dotok krvi v uhlje in s tem hlajenje krvi oziroma telesa. Če je mraz se krvne žilice skrčijo, v uhlje priteka malo krvi s tem pa se zmanjša oddajanje telesne toplote.
Vid je pri zajcu dobro razvit in vidi podnevi in ponoči. Oči so velike, postavljene bočno, pomaknjene k ušesom. Ima široko vidno polje, vidi na stran (115°) in tudi nazaj, naprej vidi slabše (20°) zaradi česar ima omejeno sposobnost pri oceni razdalje, kar pa dopolnjuje s sluhom in vohom. Oči ima skoraj nenehno odprte. Spi le kratek čas, le pol do ene in pol minute. Tedaj oči zapre, gobček pa prisloni na tla.
Giblje se lahko počasi ali hitro. Pri počasnem gibanju je telo zgrbljeno, skače tako da se zadnje noge dotikajo tal od prstov do skočnega sklepa. Pri naglem premikanju pa je zajec stegnjen in se zadnje noge dotikajo tal samo s prsti. Na prednjih nogah ima pet prstov, tretji srednji je najdaljši. Zadnje noge imajo štiri prste, prvi notranji je najkrajši. Pri gibanju meče zadnje noge pred prednje, prednje noge pa polaga eno za drugo. Pri hranjenju se razen s skoki giblje tudi s potezanjem. Teče lahko s hitrostjo 65 – 75 km na uro, pri tem dela skoke 3,5 do 4 m.  V višino skoči 2 m visoko. Dobro tudi plava, vendar v vodo ne gre rad.

## Splošno o zajcih
Na svetu je 54 različnih vrst zajcev, Slovenijo pa naseljujeta dve vrsti. Zajce so še do nedavnega prištevali med glodavce. Vendar z njimi nimajo skupnih prednikov in spadajo v samostojen red zajcev. V Evropi so poleg poljskega še planinski zajec in divji kunec. Zajci sicer imajo glodače, vendar se od glodavcev ločijo po številu zob. Glodavci imajo v zgornji čeljusti po dva močna sekalca, zajci pa po 4 sekalce (dva močna in dva podporna). Sekalci pri zajcih rastejo vse življenje ker se sekalci pri glodanju nenehno obrabljajo. Če se ne bi obrabljali bi predolgi seklaci zajca lahko ovirali pri hranjenju. Ko jedo, zajci s čeljustmi gibljejo vodoravno in hrane nikoli ne držijo s prvimi nogami. S krčenjem gozdov in širjenjem kultiviranih površin se je zajcu v Evropi močno razširil življenjski prostor. Tako danes naseljuje praktično celo Evropo.
Življenjska strategija zajca je izmikanje naravnim sovražnikom, temu sta prilagojena tako telesna zgradba kot vedenje. Je izredno pozorna žival, stalno vohlja in prisluškuje, tudi vidi izvrstno.

## Življenjski prostor in način življenja
Glavni prostor za zajca je obdelan poljski svet, najbolj mu ustreza odprt  ravninski svet. Ugodna so tudi območja z njivsko strukturo najrazličnejših poljščin, kjer se med obdelanim svetom prepletajo  gričevnati predeli in gozdovi. Ker je prilagodljiv ga spremembe v kmetijstvu ne prizadenejo tako močno in iz območij kjer ni več njiv ne izgine, postane le bolj redek. Živi tudi v gozdovih in hribovitem svetu.  Na Slovenskem živi poljski zajec do 1500 m nadmorske višine, po svetu  pa tudi do 5000 m nadmorske višine, čeprav so najugodnejši pogoji za poljskega zajca do 500 m nadmorske višine. Ustrezajo mu hitro odcedna, topla, humosna, rahlo peščena in peščeno ilovnata tla. Najdemo ga tako na kamnitih kot tudi na močvirskih tleh. Najugodnejša temperaturna območja za zajca so območja s srednjeletno temperaturo 9–10 °C.  Mraz sicer dobro prenaša, vendar ima raje toplejšo klimo kjer se uspešneje razmnožuje. Izogiba se tudi vetrovnih območij.
Prvotno je živel v stepah, danes v kulturnih stepah z revnimi gozdovi, tudi v močvirjih v gorah do 3000m nadmorske višine. Aktiven je ponoči in v mraku. Teče skokoma, pri begu dela okljuke. Živi posamično. Ležišče ima v talni vdolbini in ni podloženo. Ob paritvi potekajo živahni boji za samca, posamezno tudi za samico, značilni so paritveni obredi, zasledovanje in pretepi.
Poljski zajec dobro voha. Z dolgimi uhlji, ki jih lahko obrača, prestreza glasove. Oči ima ob straneh in vidi na vse strani brez obračanja glave. Ob počitku je vedno obrnjen proti vetru, tako da pravočasno zavoha bližajočo se nevarnost. Poljski zajec se ne seli, tudi pozimi ostane na Slovenskem. Pred mrazom in dežjem ga varuje gosta dlaka: tik ob koži je mehka, kodrasta poddlaka, ki jo pokriva debelejša in daljša naddlaka.

### Razmnoževanje
Zajec je poligamist. Samec se pari z več samicami. Samica privabi samce z vonjem, ki ga izločajo spolne žleze. Parjenje je od konca zime do sredine poletja, koti večkrat letno. Zajklja skoplje plitko kotanjo na polju ali v gozdu in vanjo skoti mladiče, ki so že pokriti z dlako, vidijo in lahko prosto tekajo. Doji jih samo 17 dni, ker so že drugi dan sposobni objedati zelenje. Samica je breja 42 dni, koti 3 do 4 krat letno, po 2 do 5 polno odlakanih mladičev, niso slepi, tečejo že po nekaj urah, sesajo 3 tedne, po štirih tednih so samostojni. Zanimivo je, da je lahko zajklja znova oplojena že med brejostjo, saj ima rogato maternico, v kateri se lahko neodvisno razvijata dve legli.

### Prehrana
Zajec je rastlinojedec, objeda zelene dele rastlin (kot so: trave, zelišča, poganjki, jagode, ...), pozimi pa tudi lubje. 
Rastlinska hrana, ki je na razpolago vse leto, je trda, žilava in z obiljem težko prebavljive celuloze, mehki sočni in hranljivi plodovi in semena pa so na voljo le v določeni sezoni. Zato imajo rastlinojedi drugačno zgradbo prebavil kot mesojedi. Pri zajcih se celuloza začne prebavljati šele v slepem črevesju, ki leži za želodcem, obenem pa potuje hitro skozi prebavno cev, zato jo slabo izkoristijo. Tako jim ne preostane drugega, kot da mehke, črne iztrebke še enkrat zaužijejo. Ti iztrebki so bogati z vitamini in neprebavljenimi snovmi. Živali jih poberejo neposredno iz zadnje odprtine. Tu gre za posebne oblikovane sluzaste iztrebke (caecotrofa), ki se tvorijo v slepi krivini želodca in jih zajec izloča, ko miruje. Caecotrofa se od običajnih iztrebkov razlikujejo po podolgovati obliki in so za polovico manjši od bobkov.

### Spanje
Zajec spi velikokrat na dan, vendar le po nekaj sekund do največ nekaj minut. Tako spi zato, da je čim manj časa izpostavljen nevarnosti.

### Gibalno območje
Gibalno območje zajca sega kilometre daleč od glavnega počivališča, zato ima številna pomožna skrivališča, stalna stranišča, prostore kjer se hrani, sonči… Vse to si označuje z vonjavnimi izločki ličnih in zadnjičnih žlez. Teh mest zajec ne potepta, ampak jih dobesedno kosi, travne bilke odgrizuje čisto pri tleh.

## Plenilci
Odrasle zajce plenijo lisice, mladiče pa tudi kanje, hermelini, mačke... V nevarnosti se pritaji, ko pa ga plenilec odkrije, se rešuje s hitrim cikcakastim tekom. Ker ima dobro razvita pljuča, je vzdržljiv tekač. Beži lahko s hitrostjo do 65 km/h.